# The World (barco)
El barco residencia "The World" es una comunidad flotante que recorre los mares del mundo visitando decenas de países y solo deteniéndose en algunos puertos por un par de días. Su viaje inaugural fue en mayo de 2002.
La comunidad está formada por pasajeros millonarios que han comprado o arrendado uno de los 165 departamentos privados del barco y que viven navegando todo el año rodeados de lujos y comodidades. El "barco de los millonarios", además de los departamentos cuenta con varias piscinas, boutiques, restaurantes, canchas de tenis y golf. 
La embarcación fue construida en el astillero noruego de Fosen Mekaniske Verksted, en Rissa y finalizada en el año 2002.
Tiene 12 cubiertas y su construcción costó 380 millones de dólares. Las habitaciones más económicas cuestan desde US$1200 la noche. En caso de querer comprar un departamento, estos cuestan entre 1,2 y 7,5 millones de dólares, sin incluir los costos de viaje ni manutención. 
ResidenSea Ltd. es la compañía, con base en Miami, que vende, promociona, opera y administra “The World”, ofreciendo un estilo de vida y experiencia única. 
En un principio se pensó que no se llegarían a vender o arrendar los 165 departamentos, sin embargo actualmente ya no hay disponibles. El perfil de los pasajeros es de una edad media de 52 años y procedentes principalmente de Norteamérica y Europa. El resto viene de Australia, Asia o Sudáfrica. A todos los une su afición por los viajes, valoración del lujo, el éxito en los negocios y el dinero. No se admiten mascotas a bordo.
En marzo de 2013, entró en las instalaciones de Navantia en la provincia de Cádiz para realizar tareas de mantenimiento y modernización.